# (7115) Franciscuszeno
(7115) Franciscuszeno es un asteroide perteneciente al cinturón de asteroides, región del sistema solar que se encuentra entre las órbitas de Marte y Júpiter.
Fue descubierto el 29 de noviembre de 1986 por Antonín Mrkos desde el Observatorio Kleť.

## Designación y nombre
Designado provisionalmente como 1986 WO7, fue nombrado en memoria de Franciscus Zeno (1734-1781), segundo director del observatorio Clementinum de Praga, fue paleontólogo y profesor de matemáticas en la Universidad de Praga.

## Características orbitales
Franciscuszeno está situado a una distancia media del Sol de 3,154 ua, pudiendo alejarse hasta 3,637 ua y acercarse hasta 2,671 ua. Su excentricidad es 0,153 y la inclinación orbital 4,290 grados. Emplea 2046,06 días en completar una órbita alrededor del Sol.
Los próximos acercamientos a la órbita de Júpiter ocurrirán el 9 de enero de 2070, el 12 de agosto de 2080 y el 2 de abril de 2091.
Pertenece a la familia de asteroides de (10) Hygiea.

## Características físicas
La magnitud absoluta de Franciscuszeno es 13,74. Tiene 8,839 km de diámetro y su albedo se estima en 0,091.